# Aloe parvibracteata
Aloe parvibracteata es una especie del género Aloe originaria del sur de  África.

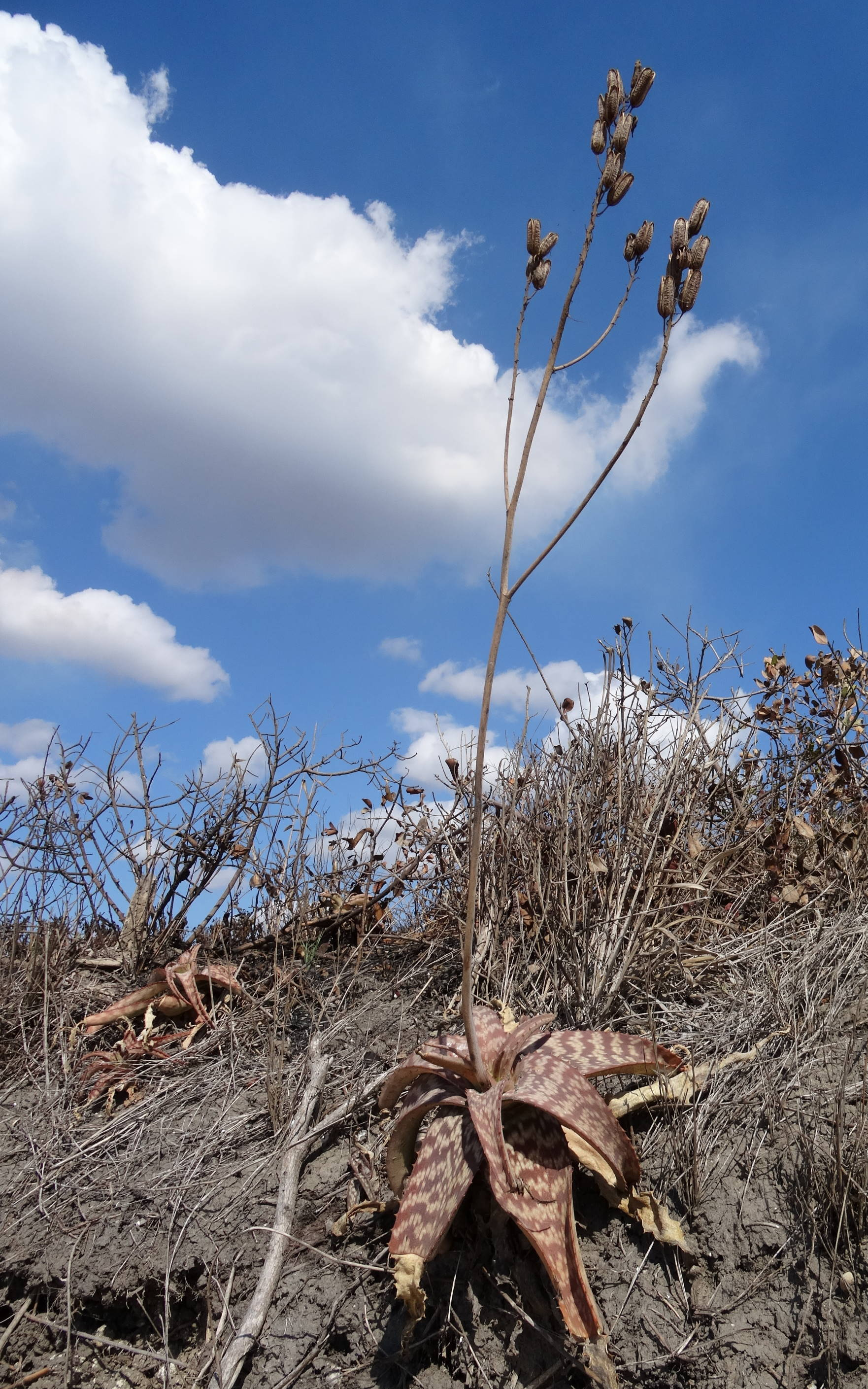
Inflorescencia con frutos

## Descripción
Es una planta suculenta acaule o con tallo muy corto que alcanza unos 20 a 40 cm de altura, puede crecer de forma individual o formando grupos densos.  Las hojas, en número de 10 a 15, se disponen en roseta. Son de forma lanceolada, arqueadas o extendidas, con alrededor de 30-50 cm de largo por 3-8 de ancho. De color verde o verde amarronado con manchas blancas en bandas transversales irregulares solo en el anverso de la hoja. Las espinas, de color marrón, se sitúan en los márgenes de la hoja, de 3 a 5 mm de longitud están a 10-15 mm de distancia.
 La inflorescencia racimosa surge de un tallo sin hojas de 1-1,5 m de altura, ramificado (4-9 brácteas) con flores tubulares de color rojo mate. El fruto es una cápsula alargada (20-23 x 11-13 mm). 
Florece de junio a julio.

## Distribución y hábitat
Se distribuye por Mozambique y Sudáfrica.
Habita praderas, áreas pantanosas y en las riberas de ríos. Crece en todo tipo de suelos, desde arcillosos hasta rocosos.

## Taxonomía
Aloe parvibracteata fue descrita por Selmar Schönland y publicado en Bulletin du Muséum d'Histoire Naturelle, sér. II, 12: 353, en el año 1940.
Etimología
Ver: Aloe
parvibracteata: epíteto latino que significa "con pequeñas brácteas".
Sinonimia:
- Aloe burgersfortensis Reynolds
- Aloe decurvidens  Groenew.
- Aloe keithii Reynolds
- Aloe lusitanica Groenew.
- Aloe parvibracteata var. zuluensis (Reynolds) Reynolds
- Aloe pongolensis Reynolds
- Aloe pongolensis var. zuluensis Reynolds